# Квартет Ардитти
Квартет Ардитти (англ. Arditti Quartet) — британский струнный квартет, основанный в 1974 году скрипачом Ирвином Ардитти.
Квартет Ардитти специализируется на сверхсложной в техническом и концептуальном отношении академической музыке последнего полувека. За эти годы произошли кадровые изменения, но Ирвин Ардитти все еще возглавляет группу. С самого начала цель коллектива заключалась в том, чтобы сотрудничать с композиторами в процессе репетиции.  Среди композиторов, чьи произведения были впервые исполнены Квартетом Ардитти, — Джон Кейдж, Карлхайнц Штокхаузен, Янис Ксенакис, Элиотт Картер, Дьёрдь Лигети, Джачинто Шельси, Брайан Фернихоу, Конлон Нанкарроу, Джонатан Харви, София Губайдулина, Эдисон Денисов, Александр Щетинский, Дмитрий Янов-Яновский, Гэвин Брайерс, Петер Ружичка, Джеймс Диллон, Томас Адес, Изабель Мундри, Паскаль Дюсапен, Маттиас Пинчер, Джамиля Джазылбекова, Викинтас Балтакас, Стефано Скоданиббио, Мирослав Срнка и др.
В 1999 году Квартет Ардитти был удостоен престижной музыкальной Премии Эрнста Сименса (в первый и пока единственный раз в истории этой награды она была присуждена не одному человеку, а коллективу музыкантов).

## Состав квартета
- Ирвин Ардитти - первая скрипка (с 1974)
- Ашот Саркисян - вторая скрипка (с 2005)
- Ральф Элерс - альт (с 2003)
- Лукас Фельс - виолончель (с 2006)

### Бывшие участники
Вторая скрипка:
- Леннокс Маккензи (1974—1983)
- Александр Баланеску (1983—1985)
- Дэвид Олбермен (1986—1993)
- Грэм Дженнингс (1994—2005)

Альт:
- Левин Андраде (1974—1990)
- Гарт Нокс (1990—1997)
- Дов Шейндлин (1998—2002)

Виолончель:
- Джон Сентер (1974—1976)
- Хелен Либман (1976—1977)
- Роан де Сарам (1977—2005)

## О квартете
В одном из интервью Ирвин Ардитти (первая скрипка Arditti Quartet, фактически специализирующегося на музыке, которую исполнить почти невозможно) на вопрос о том, приходилось ли Arditti сталкиваться с написанными специально для них сочинениями, исполнение которых находится за пределами их технических возможностей, ответил: «Нет ничего невозможного, если потратить на это достаточно много времени» (имея в виду свой «кошмарный» опыт работы со вторым струнным квартетом Брайана Фернейхоу, который пришлось разучивать доля за долей, в результате чего на 12-минутную миниатюру в итоге ушло около 60 часов репетиций). Но нужно иметь в виду и то, что эти усилия стоили того хотя бы потому, что струнные квартеты Фернейхоу (которыми, если я не ошибаюсь, занимается исключительно Arditti Quartet) входят в число ключевых сочинений этого жанра вообще.— Павел Ступин 